# فرودگاه پاندیچری
 فرودگاه پاندیچری (به انگلیسی: Pondicherry Airport) یک فرودگاه همگانی با کد یاتا PNY است که یک باند فرود آسفالت دارد و طول باند آن ۱۵۰۰ متر است. این فرودگاه در شهر پودوچری کشور هند قرار دارد و در ارتفاع 41m متری از سطح دریا واقع شده است.